# Compaq Portable III
El Compaq Portable III era un Ordenador portable compatible IBM PC lanzado por Compaq Computer Corporation en 1987. Se anunció como mucho más pequeño y más ligero que los anteriores ordenadores portables, sin embargo, era todavía muy grande para los estándares actuales.
Su precio de venta en su lanzamiento fue 4999 dólares para un modelo equipado con un microprocesador Intel 80286 a 12 MHz (posteriormente un Intel 80386 a 20 MHz), 640 KiB RAM, unidad de Disquete de 5,25 pulgadas alta densidad 1.2 MB, disco duro de 20 Megabytes (type 2), y una pantalla de plasma de 10 pulgadas de color ámbar, o 5799 dólares con un disco duro de 40 MB.
También hubo un chasis de expansión ISA opcional que permitía dos ranuras ISA de 16 bits de longitud completa adicionales por 199 dólares La alimentación se suministra mediante una toma de la red eléctrica, no existe ninguna batería.